# Lianping He
Lianping He är ett vattendrag i Kina. Det ligger i provinsen Guangdong, i den södra delen av landet, omkring 160 kilometer nordost om provinshuvudstaden Guangzhou.
Genomsnittlig årsnederbörd är 2 267 millimeter. Den regnigaste månaden är maj, med i genomsnitt 474 mm nederbörd, och den torraste är oktober, med 13 mm nederbörd.